# 더 마스터피스

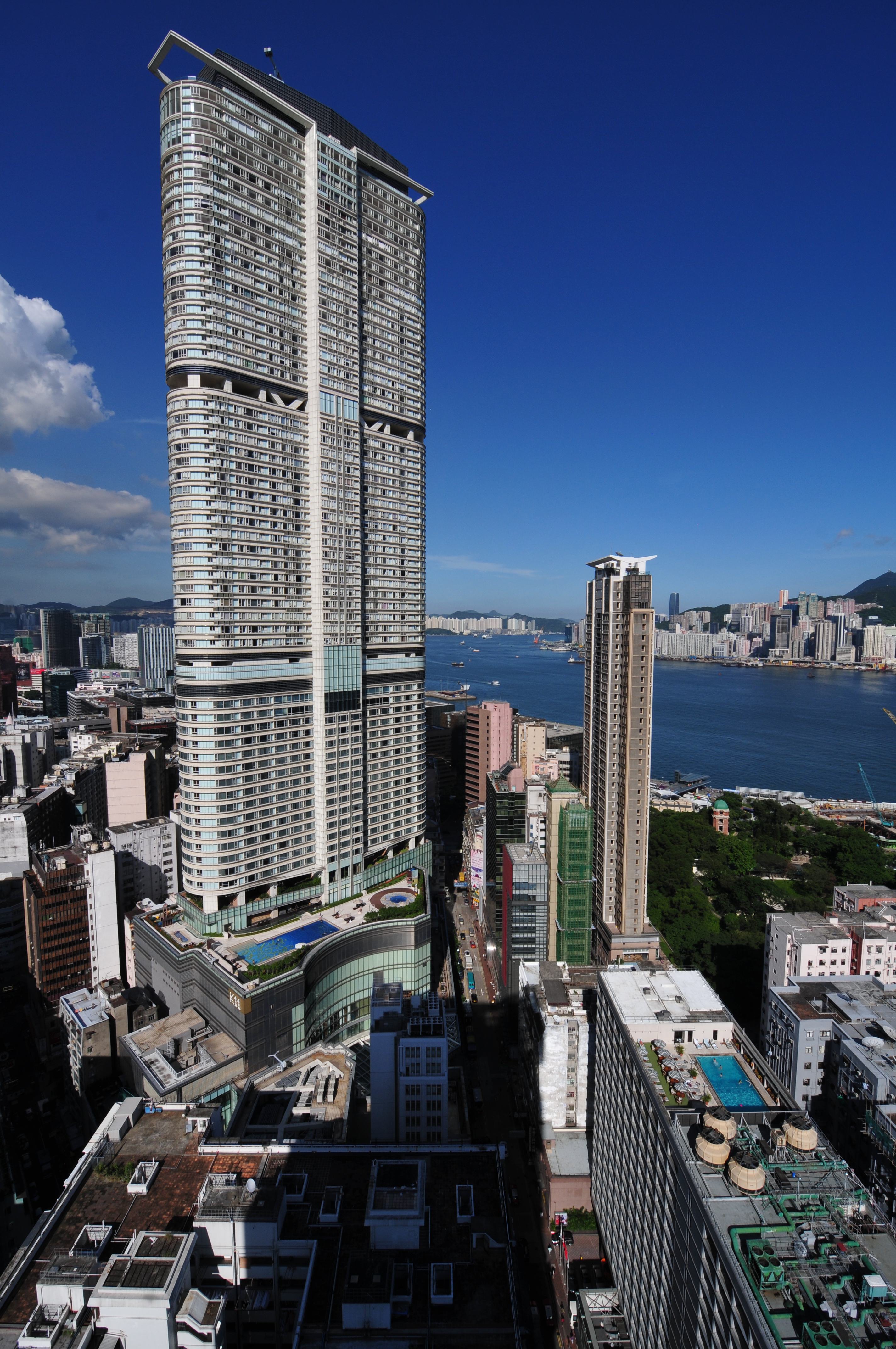
더 마스터피스

더 마스터피스(중국어: 名鑄, 영어: The Masterpiece)는 홍콩 짐사저이에 위치한 마천루이다. 호텔 하얏트 리젠시 홍콩과 쇼핑몰 K11으로 이루어져 있다.

## 같이 보기
- 홍콩의 마천루 목록